# ピアノ協奏曲第24番 (モーツァルト)
ピアノ協奏曲第24番 ハ短調 K. 491 は、ヴォルフガング・アマデウス・モーツァルトが1786年に作曲したピアノ協奏曲。モーツァルトのピアノ協奏曲の中で、短調の作品は本作と『第20番 ニ短調』（K. 466）だけである。

## 概要

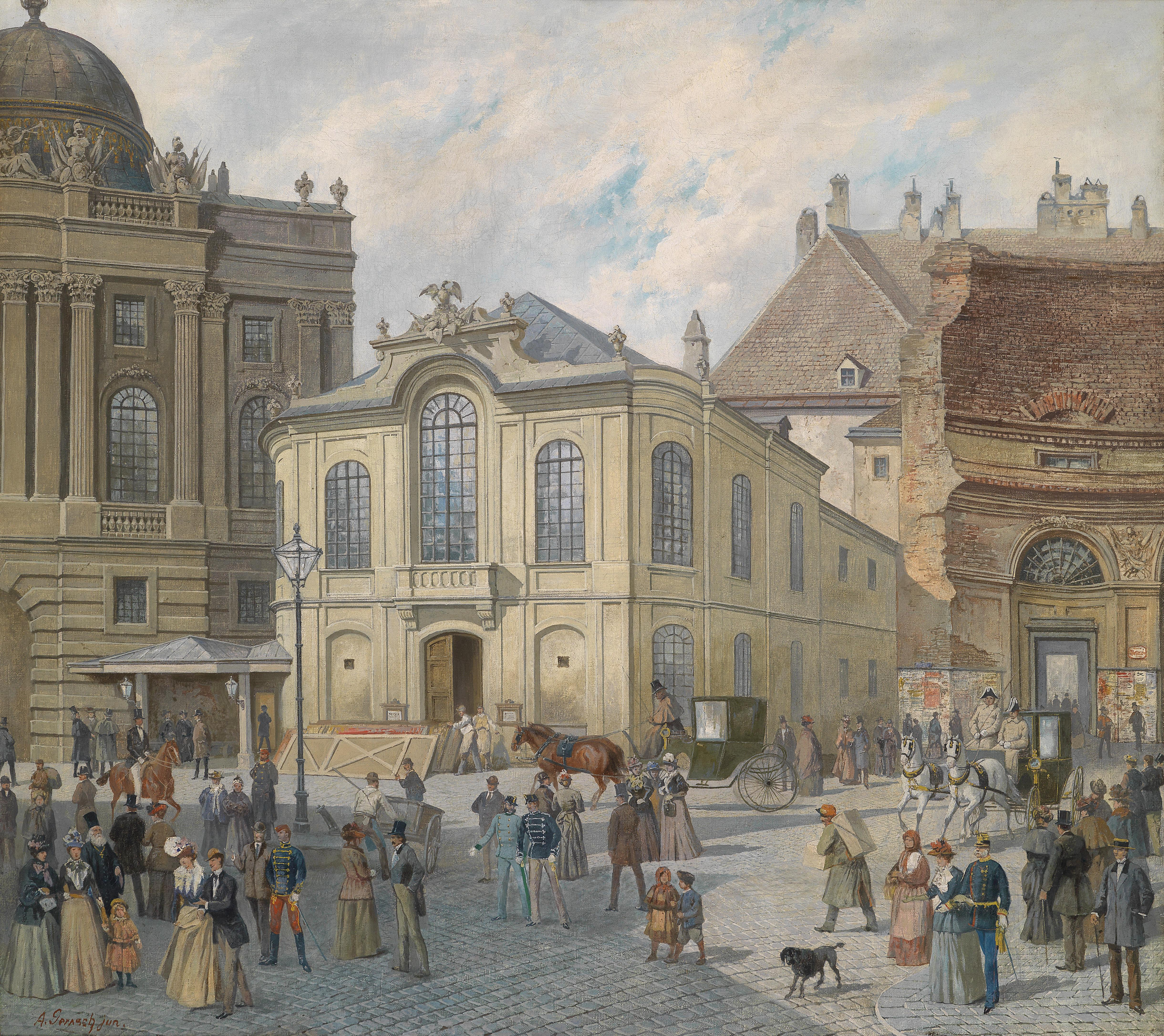
ピアノ協奏曲第24番の初演が行われたウィーンのブルグ劇場

モーツァルト自身が記した作品目録によれば、本作は1786年3月24日にウィーンで作曲され、初演は同年4月7日、ウィーンのブルグ劇場で開かれたモーツァルト自身の予約音楽会で行われた。翌月の5月1日にはオペラ『フィガロの結婚』（K. 492）が初演されている。
暗く情熱的な作品であり、ニ短調のピアノ協奏曲とは違い、唯一短調で始まり短調で終わる構成となっている。アルフレート・アインシュタインによれば、ベートーヴェンはモーツァルトの曲に感嘆し、自分の曲の中で「2、3の貢物を捧げている」と述べている。
モーツァルトの弟子であるヨハン・ネポムク・フンメルは本作のカデンツァを作曲しただけでなく、ピアノ・フルート・ヴァイオリン・チェロ用の編曲を残しており、白神典子らが録音している。

## 楽器編成
独奏ピアノ、フルート、オーボエ2、クラリネット2、ファゴット2、ホルン2、トランペット2、ティンパニ、弦五部。
モーツァルトのピアノ協奏曲の中では最大の編成である。オーボエとクラリネットの両方を採用しており、木管楽器が活躍する場面の多い曲になっている。第2、第3楽章の一部には、これら管楽器だけによる、ハルモニームジークの書法を用いた部分もある。

## 曲の構成
全3楽章、演奏時間は約30分。第1楽章のカデンツァや第2、第3楽章のアインガングは、モーツァルト自身のものは残されていない。そのほかにもピアノのパートを完成させていない部分がいくつかある。これらは、モーツァルト自身が演奏会で即興演奏した部分と思われる。現在では、特に表記されていない場合はもっぱらフンメルが作曲したカデンツァで演奏されることが多い。
- 第1楽章 アレグロ
ハ短調、4分の3拍子、ソナタ形式。
お使いのブラウザーでは、音声再生がサポートされていません。音声ファイルをダウンロードをお試しください。
第1主題の中の跳躍する音型は第1楽章の中で何度も繰り返される。第2提示部で第1主題が繰り返される前に、ピアノが独自の主題を見せるのは、ニ短調の協奏曲と共通する。
また、本作はモーツァルトのピアノ協奏曲としては珍しく、第1楽章が3拍子で書かれており、他に第1楽章が3拍子で書かれているのは本作を含めてたったの4曲（他は第4番、第11番、第14番であり、そのうち第4番は他者の作品の編曲であるため、オリジナル作品では3曲）しかない。
- 第2楽章 ラルゲット
変ホ長調、2分の2拍子（アラ・ブレーヴェ）、ロンド形式。
お使いのブラウザーでは、音声再生がサポートされていません。音声ファイルをダウンロードをお試しください。
第1楽章と第3楽章とは対照的に、穏やかな優しい曲。木管とピアノの応答が美しい。
- 第3楽章 アレグレット
ハ短調、2分の2拍子（アラ・ブレーヴェ）、変奏曲形式。
お使いのブラウザーでは、音声再生がサポートされていません。音声ファイルをダウンロードをお試しください。
主題と8つの変奏からなる変奏曲。アルフレート・アインシュタインは「革命的なぶきみな急速行進曲」と呼んでいる。第4変奏と第6変奏では、第2楽章に似た木管とピアノの楽しい応答がある。最後には8分の6拍子に変わり、同主長調に転調して明るく終わるニ短調の協奏曲とは違い、悲劇的なハ短調のまま締めくくられる。